# Gyrininae
Los girininos (Gyrininae) son una subfamilia de coleópteros adéfagos  perteneciente a la familia Gyrinidae. Contiene 12 géneros.

## Tribus
Tiene las siguientes tribus.
- Enhydrini - Gyrinini - Heterogyrini - Orectochilini